# Bernart Etxepare
Bernart Etxepare que ell ho escrivia com Bernat Dechepare va ser un escriptor en èuscar autor del primer llibre imprès en aquesta llengua Linguæ Vasconum Primitiæ datat el 1545.
Va néixer entre 1470 i 1480 a la localitat baixnavarresa de Sarrasketa. Va passar la major part de la seva vida a la localitat de Donibane Garazi treballant com a rector i posteriorment coma vicari a l'església de Sant Miquel. Va viure personalment la conquesta castellana de Navarra (1512). En la seva obra confessa haver estat a la presó a Bearn però els motius no queden clars.
La data de la seva mort és desconeguda.
Linguæ Vasconum Primitiæ (publicat a Bordeus) és la seva única obra coneguda és un recull de poemes i l'autor és conscient de ser el seu el primer llibre imprès escrit en basc.